# Martin Kuzmić
Martin Kuzmić (Hrvatsko Selo kraj Topuskoga, 1. listopada 1868. — Zagreb, 24. ožujka 1945.), hrvatski klasični filolog i prevoditelj

## Životopis
Rodio se u Hrvatskom Selu kod Topuskoga. U Zagrebu pohađao gimnaziju i studirao klasičnu filologiju na Mudroslovnom fakultetu. Predavao je u gimnazijama, u Karlovcu i u Zagrebu od 1902. do odlaska u mirovinu. Prevodio starogrčke autore. Napisao je prvi potpuni prijevod Platonove Države na hrvatski jezik (objavljena u Zagrebu 1942., 6 izdanja). Preveo je grčkoga Ksenofontove Spomene Sokratove i Knjigu o gospodarstvu te Aristotelovu Poetiku. Prevodio i s latinskog. Preveo Petronija (Satire) uz opširni komentar i prikaz kulturnih prilika u doba nastanka djela. Osim klasičnih jezika, prevodio s engleskoga. Preveo je Tehnokraciju W. W. Parrisha.
Jezični purist. Kad je prevodio i pisao polemike zalagao se neka se stvara i uvodi hrvatske inačice riječiju, bez obzira na to ako su to bili ustaljeni europeizmi i izrazi grčkoga i latinskoga podrijetla. Priredio školska izdanja izvornih djela grčkih i rimskih autora: Sofokla, Platona, Vergilije, Gaja Salustija Krispa, Cicerona i Tacita. Sva su tiskana u Zagrebu. Pisao je osvrte, prijevode, filološka tumačenja, radove iz etimologije, onomastike, genealogije, kulturne povijesti i estetike. Objavio ih je u Nastavnom vjesniku, Viencu, Izvještaju Kr. gornjogradske velike gimnazije, Omladini, Mladosti, Jutarnjem listu, Novostima, Narodnim novinama, Hrvatskom dnevniku i Jadranskoj straži (1939).